# Henry Carr
Henry Carr (Detroit, 27 november 1942 – Griffin, 29 mei 2015) was een Amerikaanse sprinter, die was gespecialiseerd in de 200 m. Hij werd olympisch kampioen en Amerikaans kampioen op deze discipline. Hij liep wereldrecords op de 200 m, 220 yard, 4 x 440 yard.

## Levensloop
Carr behoorde begin jaren zestig tot een van de snelste atleten. Voordat hij zijn sprinttalent naar de Arizona State University bracht, werd hij Staatskampioen voor de Northwestern High School in Detroit. In 1963 won hij de 220 yard bij de Universiteitskampioenschappen (NCAA). In hetzelfde jaar verbeterde hij het wereldrecord op de 200 m naar 20,4 s en op de 220 yard naar 20,3 s. In 1964 verbeterde hij zijn prestaties nog verder door het wereldrecord op de 220 yard te verbeteren naar 20,2 s. In 1963 en 1964 voerde hij de wereldranglijst aan op de 200 m.
In 1964 vertegenwoordigde hij de Verenigde Staten op de Olympische Spelen van 1964 in Tokio. Individueel werd hij olympische kampioen op de 200 m. Met een tijd van 20,36 versloeg hij zijn landgenoot Paul Drayton (zilver) en Edwin Roberts uit Trinidad en Tobago (brons). Ook op de 4 x 400 m estafette was hij succesvol door als slotloper met zijn teamgenoten Ollan Cassell, Mike Larrabee en Ulis Williams een tweede gouden plak te veroveren met een wereldrecordtijd van 3.00,7.
Na zijn actieve tijd als sprinter werd hij professioneel Americanfootballspeler bij de New York Giants. Van 1965 tot 1967 werd hij geselecteerd als actieve speler, maar in 37 wedstrijden niet opgesteld.
Hij overleed in 2015 op 72-jarige leeftijd na een slepende ziekte.

## Titels
- Olympisch kampioen 200 m - 1964
- Olympisch kampioen 4 x 400 m - 1964
- Amerikaans kampioen 200 m - 1964
- Amerikaans kampioen 220 yard - 1963
- NCAA kampioen 220 yard - 1963

## Palmares

### 200 m
- 1964:  OS - 20,36 s (OR)

### 4 x 400 m
- 1964:  OS - 3.00,7 (WR)

1900: John Tewksbury ·
1904: Archie Hahn ·
1908: Bobby Kerr ·
1912: Ralph Craig ·
1920: Allen Woodring ·
1924: Jackson Scholz ·
1928: Percy Williams ·
1932: Eddie Tolan ·
1936: Jesse Owens ·
1948: Mel Patton ·
1952: Andy Stanfield ·
1956: Bobby Morrow ·
1960: Livio Berruti ·
1964: Henry Carr ·
1968: Tommie Smith ·
1972: Valeri Borzov ·
1976: Don Quarrie ·
1980: Pietro Mennea ·
1984: Carl Lewis ·
1988: Joe DeLoach ·
1992: Mike Marsh ·
1996: Michael Johnson ·
2000: Konstantinos Kenteris ·
2004: Shawn Crawford ·
2008: Usain Bolt ·
2012: Usain Bolt ·
2016: Usain Bolt ·
2020: Andre De Grasse ·
2024: Letsile Tebogo
1912: Sheppard, Lindberg, Meredith, Reidpath ·
1920: Griffiths, Lindsay, Ainsworth-Davis, Butler ·
1924: Cochran, Helffrich, MacDonald, Stevenson ·
1928: Baird, Alderman, Spencer, Barbuti ·
1932: Fuqua, Ablowich, Warner, Carr ·
1936: Wolff, Rampling, Roberts, Brown ·
1948: Harnden, Bourland, Cochran, Whitfield ·
1952: Wint, Laing, McKenley, Rhoden ·
1956: Jenkins, Jones, Mashburn, Courtney ·
1960: Yerman, Young, G. Davis, O. Davis ·
1964: Cassell, Larrabee, Williams, Carr ·
1968: Matthews, Freeman, James, Evans ·
1972: Asati, Nyamau, Ouko, Sang ·
1976: Frazier, Brown, Newhouse, Parks ·
1980: Valiulis, Linge, Tsjernetski, Markin ·
1984: Nix, Armstead, Babers, McKay ·
1988: Everett, Lewis, Robinzine, Reynolds ·
1992: Valmon, Watts, Johnson, Lewis ·
1996: Harrison, Smith, Mills, Maybank ·
2000: Bada, Chukwu, Monye, Udo-Obong  ·
2004: Harris, Brew, Wariner, Williamson ·
2008: Merritt, Taylor, Neville, Wariner ·
2012: Brown, Pinder, Mathieu, Miller ·
2016: Hall, McQuay, Roberts, Merritt ·
2020: Cherry, Norman, Deadmon, Benjamin ·
2024: Bailey, Norwood, Deadmon, Benjamin